# Mukuka Mulenga
Mukuka Mulenga (ur. 6 lipca 1993) – piłkarz zambijski grający na pozycji pomocnika. 

## Kariera klubowa
Swoją karierę piłkarską Mulenga rozpoczął w klubie Kabwe Warriors. W 2009 roku zadebiutował w nim w zambijskiej Premier League. W 2010 roku przeszedł do klubu Power Dynamos z miasta Kitwe. W 2011 roku wywalczył z nim swój pierwszy w karierze tytuł mistrza Zambii. W sezonie 2013/2014 był piłkarzem Mamelodi Sundowns, a w sezonie 2014/2015 – Bloemfontein Celtic. W 2015 wrócił do Mamelodi Sundowns. W 2019 roku ponownie został zawodnikiem Power Dynamos.

## Kariera reprezentacyjna
W reprezentacji Zambii Mulenga zadebiutował 14 listopada 2012 roku w wygranym 1:0 towarzyskim meczu z RPA. W 2013 roku został powołany do kadry na Puchar Narodów Afryki 2013, a w 2015 na Puchar Narodów Afryki 2015. Od 2012 do 2015 rozegrał w kadrze narodowej 22 mecze i strzelił 1 gola.